# Links (webbläsare)
Links är en fri webbläsare baserad på text och grafik som ges ut under GPL-licensen.